# Mopertingen
Mopertingen (Limburgs: Móppertinge) is een dorp en voormalige Belgische gemeente in het zuiden (Haspengouw) van de provincie Limburg (arrondissement Tongeren), het was een zelfstandige gemeente tot aan de gemeentelijke herindeling van 1977.
Mopertingen is qua oppervlakte de kleinste deelgemeente van de stad Bilzen, dat in 2025 opging in de stad Bilzen-Hoeselt.

## Toponymie
Mopertingen werd voor het eerst vermeld in 1251 als Mabertingen. Het zou een samentrekking zijn van de persoonsnaam Modobert en inga of heim, woonplaats.

## Geschiedenis
Mopertingen werd reeds bewoond in de Romeinse tijd, gezien de ligging aan de heerbaan van Nijmegen naar Tongeren. Onder het ancien régime was het een Brabants leen, dat behoorde tot het rechtsgebied van de schepenbank van Maastricht. Om deze reden werd het opgeëist door de Republiek der Zeven Verenigde Nederlanden, hetgeen in 1632 feitelijk werd toegekend. Het behoorde aldus tot de redemptiedorpen. Dit werd in 1785 bekrachtigd door het Verdrag van Fontainebleau. In 1795 kwam echter al een einde aan deze situatie.
Ene Macharias van Mopertingen was de oudst bekende heer. Het huis Van Mopertingen bleef tot 1410 in bezit van deze heerlijkheid. Daarna kwam de heerlijkheid in bezit van achtereenvolgens de families Van den Bosch en De Merode. In 1648 werd de heerlijkheid verkocht. In 1690 kwam ze aan de familie Van Eyll. Hoewel de heren een kasteel bezaten met de naam Blanckaert, woonden ze al vanaf de 16e eeuw buiten de gemeente. Mopertingen had een kapel, waarvan het patronaatsrecht in handen was van de plaatselijke heer, en die onderhorig was aan de parochie van Eigenbilzen. Het tiendrecht werd gedeeld tussen de Abdij van Sinnich, de Abdij van Munsterbilzen en het Sint-Servaaskapittel te Maastricht. In 1835 werd Mopertingen een zelfstandige parochie. Mopertingen is sinds 1977 gefusioneerd met de stad Bilzen, nadat het in 1971 zelf de gemeenten Hees en Rosmeer had opgeslorpt.

## Demografie

### Demografische ontwikkeling voor de fusie
- Bronnen:NIS, Opm:1831 tot en met 1961=volkstellingenr

### Demografische ontwikkeling van de fusiegemeente
Alle historische gegevens hebben betrekking op de huidige gemeente, inclusief deelgemeenten, zoals ontstaan na de fusie van 1 januari 1971.
- Bronnen:NIS, Opm:1831 tot en met 1970=volkstellingen, 1976 = inwonersaantal op 31 december

## Bezienswaardigheden

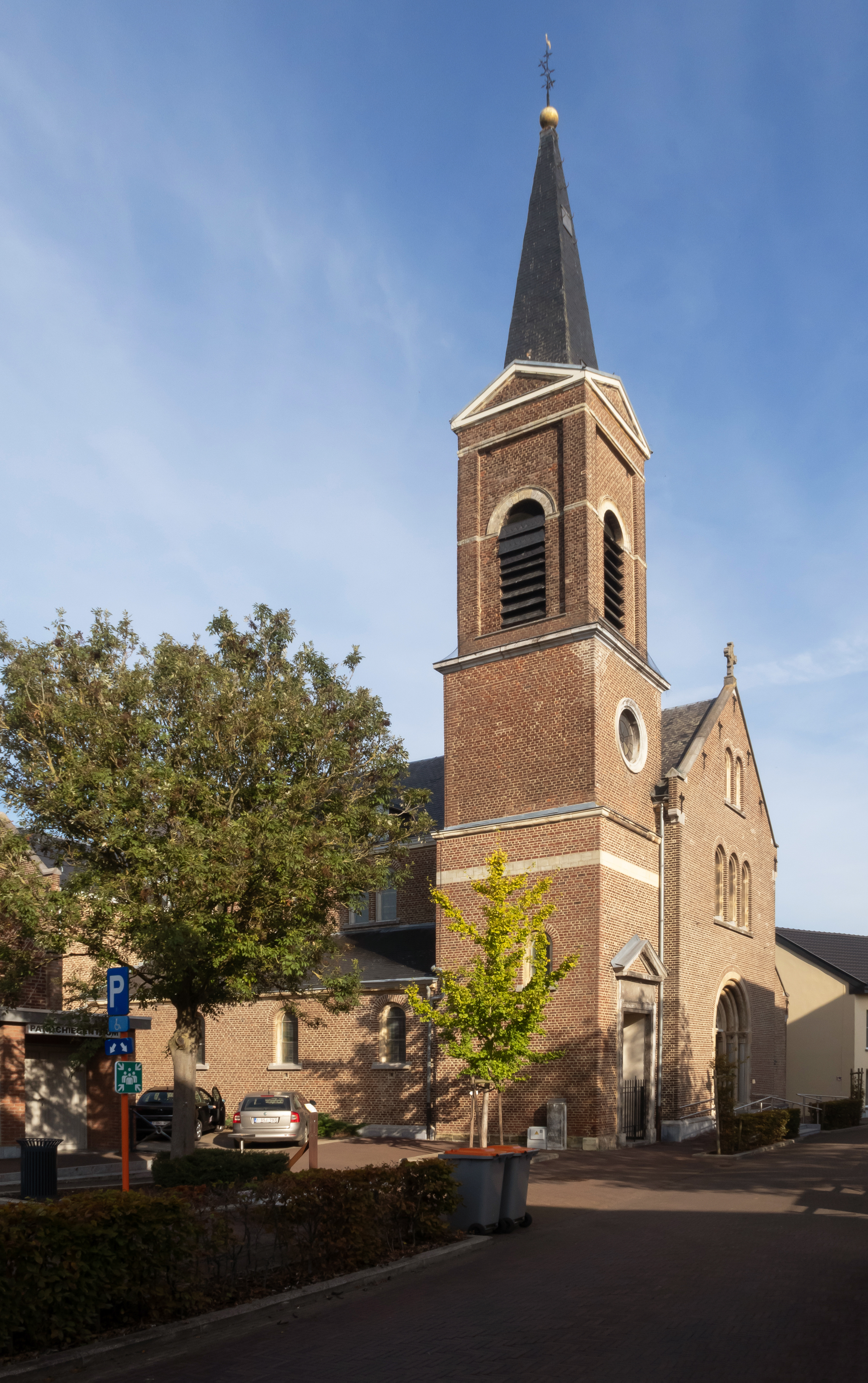
Parochiekerk Sint-Catharina

- De Sint-Catharinakerk, een neoromaans bouwwerk uit 1840.
- Enkele vierkantshoeven, zoals aan Mopertingenstraat 50, uit 1841.
- De Maalderij, aan de Redemptiestraat.
- Tankmonument.
- Het Michel Moorsplein is genoemd naar verzetsstrijder Michel Moors die in 1944 door leden van de Boerenwacht werd vermoord.

## Natuur en landschap
Mopertingen ligt op een hoogte van ongeveer 90 meter, op de noordrand van het Haspengouws Plateau, en op de grens van droog- en vochtig-Haspengouw. Ten westen van de dorpskom loopt de Krombeek van het plateau af.
Het grootste deel van Mopertingen wordt ingenomen door landbouw en fruitteelt.

## Geboren in Mopertingen
- Frieda Brepoels (1955), politica
- Lisa Del Bo (1961), Vlaamse zangeres

## Nabijgelegen kernen
Veldwezelt, Eigenbilzen, Hoelbeek, Waltwilder, Kleine-Spouwen, Rosmeer, Hees